# Велики Берексов
Велики Берексов (рум. Beregsău Mare) насеље је у Румунији у округу Тимиш у општини Сакалаз. Oпштина се налази на надморској висини од 81 m.

## Прошлост
По "Румунској енциклопедији" први пут помиње 1358. године као "Беркез". Године 1424. је посед српских деспота. По протеривању Турака 1717. године пописано је у месту 13 кућа. Немци су ту колонизовани од 1800. године. Као спахија јавља се 1816. године заслужни генерал барон Јован Хилер. Нови власници су од 1872. године српски племићи Лазаревићи.
Берегсо (по српски Берексово) је православна парохија у којој је основано парохијско звање 1768. године, и од тада се воде црквене матице. "Березо" је 1764. године православна парохија у Темишварском протопрезвирату. Аустријски царски ревизор Ерлер је 1774. године констатовао да место "Берегсау" припада Барачком округу, Темишварског дистрикта. Становништво је било измешано, влашко и српско. Берексово  је повлашена црногорска насеобинаSIRUTA код Темишвара. Према попису православног клира обављеном 1797. године у месту "Берексов" су три свештеника. Пароси, поп Григорије Поповић (рукоп. 1768), поп Маријан Страиновић (1761) и поп Петар Мургуловић (1788) служили су се српским и румунским језиком.
Године 1846. у селу са 1752 становника је православни храм посвећен Св. Ђорђу. Ту живе Срби и Румуни измешани. Пароси су поп Василије Мургуловић и по Василије Петков, а помаже капелан поп Емануел Димитријевић. Постоји народна школа са 38 ђака које учи Алекса Поповић. Поп Васа Петков је 1845. године купио "Сербски летопис" у издању Матице српске у Пешти.
Спахилук је 1799. године у поседу српске племићке породице Вуковић. Племић који се обогатио трговином, Сава Вуковић купио је те године спахилук Берексово у Тамишкој жупанији за 98.000 форинти. Као спахија "от Берексова" је ту инсталиран тек 1803. године и потврђен од Чанадског Каптола. Господар Сава је направио заједно са мештанима 1809-1812. године нову православну цркву у којој је био касније и сахрањен. Умро је 30. марта 1810. године а просинђел Лукијан Мушицки испевао му је "оду". У цркви је и Савин син сахрањен. За време мађарске буне 1848. године спахилук је био одузет (од стране Аустрије) јер је Вуковић био министар у Кошутовој мађарској влади. Године 1878. власница села је Марија Вуковић, кћерка Савина. Крајем 19. века тај посед деле рођаци Габор и Сава Вуковић. На крају је власник постала румунска банка "Темишвар".
Као претплатници Вујићевог Земљописа јављају се поседници Берексова 1825. године у Темишвару. Било су то Јован от Вуковић наследник поседник и његова мајка Екатерина от Вуковић рођена от Панајот поседница Берексова. Поп Ефтимије Поповић месни парох такође је претплаћен на исту књигу.
Син јединац и наследник Берексова, спахије Вука и Екатерине, Јован умро је млад 20. маја 1828. године. Надгробну песму је објавио Тимотеј Илић у Будиму исте године. Смрт Јованова побудила је и Милована Видаковића на му напише и публикује надгробно слово 1828. године. Претплатници једне српске књиге били су 1841. године из Берексова: црква месна, Катарина Вуковић (рођ. Панајот) удова Вуколаја, Георгије Панајот земљедржни провизор, Стефан Богдановић бележник.
Госпођа Екатерина (снаја Вуковића, от Панајот) "от Берексова" била је 1853. године велики добротвор Читалишта Фабричког у Темишвару. Писмено јој се у име Друштва Читалишта захвалио професор и књижевник Димитрије Тирол. Поклоњен јој је и примерак "Темишварског календара за 1855. годину".
У Берексову је 1846. године био општински бележник и претплатник српске књиге Стојан Богдановић. Он је 1851. године пренумерант "сербског летописа" и пуномоћник тамошњег спахилука. Са њим је 1855. године и Теодосије Богдановић пренумерант у Темишвару.

## Становништво
Према подацима из 2021. године у насељу је живео 1941 становник.

### Попис2002.
| Расподела становништва по националности 2002.‍ | Расподела становништва по националности 2002.‍ | Расподела становништва по националности 2002.‍ | Расподела становништва по националности 2002.‍ | Расподела становништва по националности 2002.‍ |
| --------------------------------------------- | --------------------------------------------- | --------------------------------------------- | --------------------------------------------- | --------------------------------------------- |
|                                               |                                               |                                               |                                               |                                               |
| Румуни                                        | Румуни                                        |                                               | 1.662                                         | 98,1%                                         |
| Мађари                                        | Мађари                                        |                                               | 18                                            | 1,1%                                          |
| Немци                                         | Немци                                         |                                               | 14                                            | 0,8%                                          |